# 吉津洋一
吉津 洋一（よしづ よういち、1956年10月14日）は、日本の実業家。

## 経歴
1980年3月東京大学工学部土木工学科卒業、同年4月関西電力株式会社入社し、同年同月に北陸支社黒部川水力調査所（宇奈月町に所在）に配属。1982年 新愛本水力発電所建設所土木課土木設計係、1983年新愛本水力発電所建設所第一工区（出し平ダム）、1984年建設部　水力計画課（水力計画）、1987年出向、海外電力調査会北米研修、1988年8月建設部水力計画課（水力計画）、1989年12月建設部土木課副長、1990年6月総合技術研究所環境技術研究センター副主任研究員、1991年12月建設部水力計画課（水力計画）副長、1995年6月和歌山支店土木建築課長、1997年6月土木建築室土木課課長、1998年6月土木建築室水力開発課長、2007年6月土木建築室土木グループチーフマネジャー、2009年6月土木建築室土木部長
、
2012年4月北陸支社長、執行役員(従業員。会社法上の役員ではない)、水力事業本部副事業本部長に就任。
その後、ニュージェックに移籍、常務執行役員(従業員か、会社法上の役員〈取締役〉かは定かではない)を経て、社長に就任、黒部川第四発電所に関わる講演に際して、2018年9月における肩書は、ニュージェック社長として紹介された。2023年3月に社長を退任。